# Jean Baptiste Joseph Delambre
Jean Baptiste Joseph, chevalier Delambre (Amiens, 19 de setembro de 1749 — Paris, 19 de agosto de 1822) foi um matemático e astrónomo francês. Foi diretor do Observatório de Paris e autor de livros sobre a história da astronomia, desde os tempos antigos até ao século XVIII.

## Vida
Após uma infância febril, onde foi vítima da varíola com apenas 15 meses, acabou tendo problemas de visão, e por seus olhos serem muito sensíveis acreditou-se que ele ficaria cego em pouco tempo. Por medo de perder a capacidade de ler, devorou qualquer livro disponível, a fim de praticar sua capacidade de memorização. Ele próprio, assim, imerso na literatura grega e latina, adquiriu a capacidade de recordar páginas inteiras de livros que ele podia ter lido semanas de antecedência, tornando-se fluente em italiano, inglês e alemão, e até mesmo publicou Règles et méthodes faciles pour apprendre la langue anglaise. 
Foi para Paris onde ganhou uma bolsa de estudos no Collège du Plessis, mas devido à seus problemas de visão não foi aprovado nos exames para ingressar na universidade. Delambre permaneceu em Paris, onde se tornou professor do filho de Jean-Claude Geoffroy d'Assy, um membro da elite que administrava as finanças francesas. Já com mais de 35 anos Delambre começou a se envolver com astronomia, criando vínculos com Joseph Lalande, de quem foi assistente, e Laplace. Seus primeiros trabalhos foram feitos sob chefia de Joseph Lalande, que incorporou suas observações no Traité d’Astronomie. Após ter acesso ao trabalho de Laplace que permitia calcular as perturbações que um planeta em órbita ao redor de outro podem produzir. A fim de verificar os resultados teóricos de Laplace, Delambre decidiu fazer observações da órbita do recém descoberto planeta de Urano. Em 1789 foi agraciado com o Grand Prix da Académie des Sciences por seus cálculos sobre a órbita precisa deste planeta.
A fim de estabelecer uma base universalmente aceita para a definição das medidas, em 1790 a Assembleia Nacional Constituinte pediu à Academia de Ciências Francesa para introduzir uma nova unidade de medida. Os académicos decidiram sobre o metro, definido como 1/10 000 000 da distância do Pólo Norte para o Equador, e preparou-se uma expedição para medir o comprimento do meridiano entre Dunquerque e Barcelona. Esta porção do meridiano, que também passa por Paris, foi o de servir como base para o comprimento de um terço do meridiano, conectando o Pólo Norte com o Equador. Em Abril de 1791, a Comissão Métrica da Academia confiou esta missão a Jean-Dominique de Cassini, Adrien-Marie Legendre e Pierre Méchain. Cassini foi escolhido para dirigir a expedição a norte, mas como um realista, ele recusou-se a servir sob o Governo revolucionário após a detenção de Rei Luís XVI em Varennes durante sua fuga. Em 15 de fevereiro de 1792, Delambre foi eleito por unanimidade como membro da Academia de Ciências Francesa, e em Maio de 1792, após o final da recusa de Cassini, a direção da expedição a norte foi colocada a cargo dele, para efetuar a medição do meridiano de Dunquerque a Rodez. Pierre Méchain liderou a expedição a sul, medindo a distância entre Barcelona e Rodez. As medições terminaram apenas em 1798. Os dados recolhidos foram apresentados a uma conferência internacional de sábios em Paris no ano seguinte. 
Em 1795 foi admitido no Bureau des Longitudes, tornando-se presidente em 1800. Em 1801, o Primeiro Cônsul Napoleão Bonaparte assume a presidência da Academia de Ciências e nomeia Delambre como o seu Secretário Permanente para as Ciências Matemáticas, cargo que ocupou até à sua morte. Depois da morte de Méchain, em 1804, foi nomeado diretor do Observatório de Paris. 
Ele também foi professor de Astronomia no Collège de France. No mesmo ano, casou-se com Elisabeth Aglaée-Leblanc de Pommard, uma viúva com quem ele já havia vivido por um longo período de tempo. O seu filho, Achille-César-Charles de Pommard (1781-1807) assistiu Delambre em várias ocasiões no seu trabalho, designadamente a medição do meridiano, a latitude de Paris, em dezembro de 1799, que foi apresentada à Conferência de Sábios. 
Delambre foi um dos primeiros astrónomos para derivar equações astronómicas de fórmulas analíticas, foi o autor das Analogias de Delambre e, após os 70 anos, também foi o autor de obras sobre a história da astronomia como a Histoire de l'Astronomie. 
Ele era um cavaleiro (Chevalier) da Ordem de São Miguel e da Ordem da Legião de Honra. 
Delambre morreu em 1822 e foi sepultado no Cemitério Père Lachaise, em Paris. 
A cratera Delambre na Lua, foi assim chamada em sua homenagem. Seu nome é um dos 72 escritos ao redor da Torre Eiffel.

## Trabalhos
- Méthodes analytiques pour la détermination d'un arc du méridien (Crapelet, Paris, 1799).
- Notice historique sur M. Méchain, lue le 5 messidor XIII (Baudouin, Paris, Janeiro de 1806; elogio ao falecido Pierre Méchain, lido na Academia pelo Secretário Delambre, em 24 de Junho de 1805).
- Base du système métrique décimal, ou Mesure de l'arc du méridien - compris entre les parralèles de Dunkerque et Barcelone, executée en 1792 et années suivantes, par MM. Méchain et Delambre. (editor; Baudouin, Imprimeur de l'Institut National; Paris; 3. vol.; Janeiro de 1806, 1807, 1810; inclui os dados recolhidos por Delambre e Méchain durante a medição do meridiano entre 1792-1799 e cálculos derivados). Volume 1 (1806) · Volume 2 (1807) · Volume 3 (1810).
- Rapport historique sur le progrès des sciences mathématiques depuis 1799 (Imprimerie Impériale, Paris, 1810)
- Histoire de l'astronomie moderne (5 vol., Courcier, Paris, 1821; inclui a História da Astronomia desde o tempo antigo até ao século XVII).
- Histoire de l'astronomie au dix-huitième siècle (edited by Claude-Louis Mathieu, Bachelier, Paris, 1827; inclui a História da Astronomia no século XVIII, especialmente críticas aos seus colegas da Academia, que ele manteve em reserva para ser publicado postumamente).
- Grandeur et figure de la Terre (edited by Guillaume Bigourdan, Gauthiers-Villars, Paris, 1912; sobre o tamanho e a forma da Terra).